# Lista siturilor arheologice din județul Tulcea - T
Lista siturilor arheologice din județul Tulcea - T conține toate siturile arheologice din județul Tulcea înscrise în Repertoriul Arheologic Național (RAN) și aflate în localități al căror nume începe cu litera T. RAN este administrat de Ministerul Culturii și Patrimoniului Național și cuprinde date științifice, cartografice, topografice, imagini și planuri, precum și orice alte informații privitoare la zonele cu potențial arheologic, studiate sau nu, încă existente sau dispărute.
Puteți căuta un sit din localitățile care încep cu litera T folosind formularul de mai jos sau puteți naviga prin toate siturile din județ la Lista siturilor arheologice din județul Tulcea.
| Cod RAN                                   | Denumire | Localitate                    | Adresă                                                 | Datare                     | Descoperit | Coordonate                                    | Imagine           | Erori            |
| ----------------------------------------- | --- | ----------------------------- | ------------------------------------------------------ | -------------------------- | ---------- | --------------------------------------------- | ----------------- | ---------------- |
| 159623.01.01 (Cod LMI: TL-I-m-A-05718.06) | Cetatea romană Aegyssus de la Tulcea - "Colnicul Hora" / ansamblu anonim (Categorie: locuire civilă) (Tip: Cetate)                          | municipiul Tulcea             | Str. Gloriei, punct Colnicul Hora                      | geto-dacică                |            |                                               | Încărcați imagine | Raportați eroare |
| 159623.01.02 (Cod LMI: TL-I-m-A-05718.05) | Cetatea romană Aegyssus de la Tulcea - "Colnicul Hora" / ansamblu anonim (Categorie: locuire civilă) (Tip: Cetate)                          | municipiul Tulcea             | Str. Gloriei, punct Colnicul Hora                      |                            |            |                                               | Încărcați imagine | Raportați eroare |
| 159623.01.03 (Cod LMI: TL-I-m-A-05718.05) | Cetatea romană Aegyssus de la Tulcea - "Colnicul Hora" / ansamblu anonim (Categorie: locuire civilă) (Tip: Cetate)                          | municipiul Tulcea             | Str. Gloriei, punct Colnicul Hora                      |                            |            |                                               | Încărcați imagine | Raportați eroare |
| 159623.01.04 (Cod LMI: TL-I-m-A-05718.01) | Cetatea romană Aegyssus de la Tulcea - "Colnicul Hora" / ansamblu anonim (Categorie: locuire civilă) (Tip: Așezare)                         | municipiul Tulcea             | Str. Gloriei, punct Colnicul Hora                      |                            |            |                                               | Încărcați imagine | Raportați eroare |
| 159623.01.05 (Cod LMI: TL-I-m-A-05718.02) | Cetatea romană Aegyssus de la Tulcea - "Colnicul Hora" / ansamblu anonim (Categorie: locuire civilă) (Tip: Așezare)                         | municipiul Tulcea             | Str. Gloriei, punct Colnicul Hora                      |                            |            |                                               | Încărcați imagine | Raportați eroare |
| 159623.01.06 (Cod LMI: TL-I-m-A-05718.03) | Cetatea romană Aegyssus de la Tulcea - "Colnicul Hora" / ansamblu Așezarea civilă Aegyssus (Categorie: locuire civilă) (Tip: așezare)       | municipiul Tulcea             | Str. Gloriei, punct Colnicul Hora                      |                            |            |                                               | Încărcați imagine | Raportați eroare |
| 159623.01.07 (Cod LMI: TL-I-m-A-05718.04) | Cetatea romană Aegyssus de la Tulcea - "Colnicul Hora" / ansamblu Necropola orașului Aegyssus (Categorie: locuire civilă) (Tip: necropola)  | municipiul Tulcea             | Str. Gloriei, punct Colnicul Hora                      |                            |            |                                               | Încărcați imagine | Raportați eroare |
| 159623.03.01 (Cod LMI: TL-I-m-B-05719.01) | Situl arheologic de la Tulcea - "La Via judecătorului" / ansamblu anonim (Categorie: locuire) (Tip: Fortificație)                           | municipiul Tulcea             | La Via Judecătorului                                   |                            |            |                                               | Încărcați imagine | Raportați eroare |
| 159623.03.02 (Cod LMI: TL-I-m-B-05719.02) | Situl arheologic de la Tulcea - "La Via judecătorului" / ansamblu anonim (Categorie: locuire) (Tip: Așezare civilă)                         | municipiul Tulcea             | La Via Judecătorului                                   |                            |            |                                               | Încărcați imagine | Raportați eroare |
| 159623.03.03 (Cod LMI: TL-I-s-B-05719)    | Situl arheologic de la Tulcea - "La Via judecătorului" / ansamblu anonim (Categorie: locuire) (Tip: Așezare civilă)                         | municipiul Tulcea             | La Via Judecătorului                                   | elenistică                 |            |                                               | Încărcați imagine | Raportați eroare |
| 159623.04.01 (Cod LMI: TL-I-s-B-05720)    | Situl arheologic de la Tulcea - "Dealul Taberei" / ansamblu anonim (Categorie: locuire) (Tip: Așezare)                                      | municipiul Tulcea             | Dealul Taberei                                         |                            |            |                                               | Încărcați imagine | Raportați eroare |
| 159623.04.02 (Cod LMI: TL-I-s-B-05720)    | Situl arheologic de la Tulcea - "Dealul Taberei" / ansamblu anonim (Categorie: locuire) (Tip: Așezare)                                      | municipiul Tulcea             | Dealul Taberei                                         |                            |            |                                               | Încărcați imagine | Raportați eroare |
| 159623.04.03 (Cod LMI: TL-I-s-B-05720)    | Situl arheologic de la Tulcea - "Dealul Taberei" / ansamblu anonim (Categorie: locuire) (Tip: Necropolă)                                    | municipiul Tulcea             | Dealul Taberei                                         |                            |            |                                               | Încărcați imagine | Raportați eroare |
| 159623.04.04 (Cod LMI: TL-I-s-B-05720)    | Situl arheologic de la Tulcea - "Dealul Taberei" / ansamblu anonim (Categorie: locuire) (Tip: Necropolă)                                    | municipiul Tulcea             | Dealul Taberei                                         |                            |            |                                               | Încărcați imagine | Raportați eroare |
| 159623.04.05 (Cod LMI: TL-I-m-B-05720.02) | Situl arheologic de la Tulcea - "Dealul Taberei" / ansamblu anonim (Categorie: locuire) (Tip: Fermă)                                        | municipiul Tulcea             | Dealul Taberei                                         |                            |            |                                               | Încărcați imagine | Raportați eroare |
| 159623.04.06 (Cod LMI: TL-I-s-B-05720)    | Situl arheologic de la Tulcea - "Dealul Taberei" / ansamblu anonim (Categorie: locuire) (Tip: Necropolă)                                    | municipiul Tulcea             | Dealul Taberei                                         |                            |            |                                               | Încărcați imagine | Raportați eroare |
| 159623.04.07 (Cod LMI: TL-I-m-B-05720.01) | Situl arheologic de la Tulcea - "Dealul Taberei" / ansamblu anonim (Categorie: locuire) (Tip: așezare)                                      | municipiul Tulcea             | Dealul Taberei                                         |                            |            |                                               | Încărcați imagine | Raportați eroare |
| 160421.02.01 (Cod LMI: TL-I-s-B-05931)    | Așezarea Latene de la Telița / ansamblu anonim (Categorie: locuire civilă) (Tip: Așezare fortificată)                                       | sat Telița, comuna Frecăței   |                                                        | geto-dacică                |            |                                               | Încărcați imagine | Raportați eroare |
| 160421.03.01 (Cod LMI: TL-I-s-B-05932)    | Așezarea romană de la Telița-vatra satului / ansamblu anonim (Categorie: locuire civilă) (Tip: Așezare rurală)                              | sat Telița, comuna Frecăței   | Vatra satului                                          |                            |            |                                               | Încărcați imagine | Raportați eroare |
| 160421.07.01 (Cod LMI: TL-I-s-B-05936)    | Tumulii de la Telița / ansamblu anonim (Categorie: descoperire funerară) (Tip: Grup de tumuli)                                              | sat Telița, comuna Frecăței   |                                                        |                            |            |                                               | Încărcați imagine | Raportați eroare |
| 160421.08.01 (Cod LMI: TL-I-s-B-05937)    | Tumulul de la Telița / ansamblu anonim (Categorie: descoperire funerară) (Tip: Grup de tumuli)                                              | sat Telița, comuna Frecăței   |                                                        |                            |            |                                               | Încărcați imagine | Raportați eroare |
| 161393.01.01 (Cod LMI: TL-I-s-B-05938)    | Villa rustica de la Topolog / ansamblu anonim (Categorie: locuire civilă) (Tip: Villa rustica)                                              | sat Topolog, comuna Topolog   |                                                        | romană                     |            |                                               | Încărcați imagine | Raportați eroare |
| 161393.02.01 (Cod LMI: TL-I-s-B-05939)    | Villa rustica de la Topolog / ansamblu anonim (Categorie: locuire civilă) (Tip: Villa rustica)                                              | sat Topolog, comuna Topolog   |                                                        | romană                     |            |                                               | Încărcați imagine | Raportați eroare |
| 161393.03.01 (Cod LMI: TL-I-s-B-05940)    | Tumulii de la Topolog / ansamblu anonim (Categorie: descoperire funerară) (Tip: Grup de tumuli)                                             | sat Topolog, comuna Topolog   |                                                        |                            |            |                                               | Încărcați imagine | Raportați eroare |
| 160163.01.01 (Cod LMI: TL-I-m-B-05941.01) | Situl arheologic din epoca romană de la Traian-Dealul Cale-Baie / ansamblu anonim (Categorie: locuire) (Tip: Castru)                        | sat Traian, comuna Cerna      | Dealul Cale-Baie                                       | romană                     |            |                                               | Încărcați imagine | Raportați eroare |
| 160163.01.02 (Cod LMI: TL-I-m-B-05941.02) | Situl arheologic din epoca romană de la Traian-Dealul Cale-Baie / ansamblu anonim (Categorie: locuire) (Tip: Așezare)                       | sat Traian, comuna Cerna      | Dealul Cale-Baie                                       |                            |            |                                               | Încărcați imagine | Raportați eroare |
| 161026.01.01 (Cod LMI: TL-I-s-B-05942)    | Așezarea Gumelnița de la Trestenic-vatra satului / ansamblu anonim (Categorie: locuire civilă) (Tip: Așezare)                               | sat Trestenic, comuna Nalbant | Vatra satului                                          | Gumelnița                  |            |                                               | Încărcați imagine | Raportați eroare |
| 161026.02.01 (Cod LMI: TL-I-m-B-05943.02) | Așezarea de la Trestenic-vatra satului / ansamblu anonim (Categorie: locuire civilă) (Tip: Așezare)                                         | sat Trestenic, comuna Nalbant | Vatra satului                                          |                            |            |                                               | Încărcați imagine | Raportați eroare |
| 161026.02.02 (Cod LMI: TL-I-m-B-05943.01) | Așezarea de la Trestenic-vatra satului / ansamblu anonim (Categorie: locuire civilă) (Tip: Așezare)                                         | sat Trestenic, comuna Nalbant | Vatra satului                                          |                            |            |                                               | Încărcați imagine | Raportați eroare |
| 161026.03.01                              | Așezarea romano-bizantină de la Trestenic-în vatra satului / ansamblu anonim (Categorie: locuire civilă) (Tip: Așezare)                     | sat Trestenic, comuna Nalbant | Vatra satului                                          | sec. IV-VI                 |            |                                               | Încărcați imagine | Raportați eroare |
| 161026.04.01 (Cod LMI: TL-I-s-B-05945)    | Așezarea romană de la Trestenic / ansamblu anonim (Categorie: locuire civilă) (Tip: Așezare rurală)                                         | sat Trestenic, comuna Nalbant |                                                        | sec. II-IV                 |            |                                               | Încărcați imagine | Raportați eroare |
| 161026.05.01 (Cod LMI: TL-I-s-B-05946)    | Așezarea romană de la Trestenic / ansamblu anonim (Categorie: locuire civilă) (Tip: Așezare)                                                | sat Trestenic, comuna Nalbant |                                                        | sec. I - II                |            |                                               | Încărcați imagine | Raportați eroare |
| 161026.06.01 (Cod LMI: TL-I-s-B-05947)    | Așezarea romană de la Trestenic / ansamblu anonim (Categorie: locuire civilă) (Tip: Așezare rurală)                                         | sat Trestenic, comuna Nalbant |                                                        |                            |            |                                               | Încărcați imagine | Raportați eroare |
| 161026.07.01 (Cod LMI: TL-I-s-B-05948)    | Așezarea medievală de la Trestenic - "La comoară" / ansamblu anonim (Categorie: locuire civilă) (Tip: Așezare)                              | sat Trestenic, comuna Nalbant | La comoară                                             | sec. XVII-XVIII            |            |                                               | Încărcați imagine | Raportați eroare |
| 161026.08.01 (Cod LMI: TL-I-s-B-05949)    | Așezarea medievală de la Trestenic / ansamblu anonim (Categorie: locuire civilă) (Tip: Așezare)                                             | sat Trestenic, comuna Nalbant |                                                        |                            |            |                                               | Încărcați imagine | Raportați eroare |
| 161026.09.01 (Cod LMI: TL-I-m-B-05950.02) | Situl arheologic de la Trestenic / ansamblu anonim (Categorie: locuire civilă) (Tip: Așezare)                                               | sat Trestenic, comuna Nalbant |                                                        |                            |            |                                               | Încărcați imagine | Raportați eroare |
| 161026.09.02 (Cod LMI: TL-I-m-B-05950.01) | Situl arheologic de la Trestenic / ansamblu anonim (Categorie: locuire civilă) (Tip: așezare)                                               | sat Trestenic, comuna Nalbant |                                                        |                            |            |                                               | Încărcați imagine | Raportați eroare |
| 161026.10.01 (Cod LMI: TL-I-s-B-05951)    | Tumulul de la Trestenic / ansamblu anonim (Categorie: descoperire funerară) (Tip: Tumul)                                                    | sat Trestenic, comuna Nalbant |                                                        |                            |            |                                               | Încărcați imagine | Raportați eroare |
| 161473.01 (Cod LMI: TL-I-s-A-05952)       | Situl arheologic de la Turcoaia (Troesmis) - "Iglița" / ansamblu anonim (Categorie: locuire)                                                | sat Turcoaia, comuna Turcoaia | Iglița                                                 |                            |            | 45°08′00″N 28°11′00″E / 45.13333°N 28.18333°E | Încărcați imagine | Raportați eroare |
| 161473.01.01 (Cod LMI: TL-I-m-A-05952.02) | Situl arheologic de la Turcoaia (Troesmis) - "Iglița" / ansamblu Cetatea traco-getică și romană Troesmis (Categorie: locuire) (Tip: cetate) | sat Turcoaia, comuna Turcoaia | Iglița                                                 | geto-dacică                |            |                                               | Încărcați imagine | Raportați eroare |
| 161473.01.02 (Cod LMI: TL-I-m-A-05952.03) | Situl arheologic de la Turcoaia (Troesmis) - "Iglița" / ansamblu Cetate romano-bizantină (Categorie: locuire) (Tip: cetate)                 | sat Turcoaia, comuna Turcoaia | Iglița                                                 |                            |            |                                               | Încărcați imagine | Raportați eroare |
| 161473.01.03 (Cod LMI: TL-I-m-A-05952.01) | Situl arheologic de la Turcoaia (Troesmis) - "Iglița" / ansamblu Cetate romano-bizantină Troesmis (Categorie: locuire) (Tip: cetate)        | sat Turcoaia, comuna Turcoaia | Iglița                                                 | sec. VIII-XII              |            |                                               | Încărcați imagine | Raportați eroare |
| 161473.01.04 (Cod LMI: TL-I-m-A-05952.04) | Situl arheologic de la Turcoaia (Troesmis) - "Iglița" / ansamblu anonim (Categorie: locuire) (Tip: Necropolă plană și tumulară)             | sat Turcoaia, comuna Turcoaia | Iglița                                                 | sec. I-VII                 |            |                                               | Încărcați imagine | Raportați eroare |
| 160868.01.01 (Cod LMI: TL-I-s-B-05953)    | Necropola medievală de la Turda / ansamblu anonim (Categorie: descoperire funerară) (Tip: Necropolă)                                        | sat Turda, comuna Mihai Bravu |                                                        |                            |            |                                               | Încărcați imagine | Raportați eroare |
| 160868.02.01 (Cod LMI: TL-I-m-B-05954.01) | Situl arheologic din epoca romană de la Turda / ansamblu anonim (Categorie: locuire) (Tip: Așezare rurală)                                  | sat Turda, comuna Mihai Bravu |                                                        | sec. II-IV                 |            |                                               | Încărcați imagine | Raportați eroare |
| 160868.02.02 (Cod LMI: TL-I-m-B-05954.02) | Situl arheologic din epoca romană de la Turda / ansamblu anonim (Categorie: locuire) (Tip: Necropolă)                                       | sat Turda, comuna Mihai Bravu |                                                        | sec. II-IV                 |            |                                               | Încărcați imagine | Raportați eroare |
| 160421.04.01                              | Situl arheologic de la Telița - Celic Dere / ansamblu anonim (Categorie: locuire civilă) (Tip: Așezare)                                     | sat Telița, comuna Frecăței   | Celic Dere                                             | sec.VII-III a.Chr.         |            | 45°07′22″N 28°32′55″E / 45.12278°N 28.54861°E | Încărcați imagine | Raportați eroare |
| 160421.04.02                              | Situl arheologic de la Telița - Celic Dere / ansamblu anonim (Categorie: locuire civilă) (Tip: Necropolă plană și tumulară)                 | sat Telița, comuna Frecăței   | Celic Dere                                             | sec.VII-III a.Chr.         |            | 45°07′22″N 28°32′55″E / 45.12278°N 28.54861°E | Încărcați imagine | Raportați eroare |
| 160421.04.03                              | Situl arheologic de la Telița - Celic Dere / ansamblu anonim (Categorie: locuire civilă) (Tip: Necropolă plană și tumulară)                 | sat Telița, comuna Frecăței   | Celic Dere                                             |                            |            | 45°07′22″N 28°32′55″E / 45.12278°N 28.54861°E | Încărcați imagine | Raportați eroare |
| 159623.06.01                              | Așezare din epoca modernă de la Tulcea - "str. Prislav, nr. 139 E" / ansamblu anonim (Categorie: locuire civilă) (Tip: Așezare)             | municipiul Tulcea             | str. Prislav, nr. 139 E, punct str. Prislav, nr. 139 E | sec. XIX                   | 2002       |                                               | Încărcați imagine | Raportați eroare |
| 159623.09.01                              | Așezare din epoca modernă de la Tulcea- str. Timișoarei, nr. 4 / ansamblu anonim (Categorie: locuire civilă) (Tip: Așezare)                 | municipiul Tulcea             | str. Timișoarei, nr. 4, punct str. Timișoarei, nr. 4   | sec. XIX                   |            |                                               | Încărcați imagine | Raportați eroare |
| 161393.04.01                              | Așezarea Latene de la Topolog / ansamblu anonim (Categorie: așezare) (Tip: Așezare)                                                         | sat Topolog, comuna Topolog   |                                                        |                            |            |                                               | Încărcați imagine | Raportați eroare |
| 160421.06.01 (Cod LMI: TL-I-s-B-05933)    | Complex meșteșugăresc din epoca romană la Telița - La Hogea / ansamblu anonim (Categorie: construcție) (Tip: Construcție)                   | sat Telița, comuna Frecăței   | La Hogea                                               | romană sec. IV p. Chr.     |            |                                               | Încărcați imagine | Raportați eroare |
| 160421.09 (Cod LMI: TL-I-s-B-05935)       | Complexe meșteșugărești din epoca romană la Telița-Izvorul Maicilor / ansamblu anonim (Categorie: construcție) (Tip: Construcție)           | sat Telița, comuna Frecăței   | Izvorul Maicilor                                       | romană sec. II - IV        |            |                                               | Încărcați imagine | Raportați eroare |
| 159623.07.01                              | Necropola romană de la Tulcea- str. Ciurel, nr. 1 / ansamblu anonim (Categorie: descoperire funerară) (Tip: necropola)                      | municipiul Tulcea             | str. Ciurel, nr. 1, punct str. Ciurel, nr. 1           |                            |            |                                               | Încărcați imagine | Raportați eroare |
| 159623.08.01                              | Situl arheologic de la Tulcea- Str. Surorilor, nr. 16 / ansamblu anonim (Categorie: locuire) (Tip: Așezare)                                 | municipiul Tulcea             | Str. Surorilor, nr. 16, punct Str. Surorilor, nr. 16   |                            |            |                                               | Încărcați imagine | Raportați eroare |
| 159623.08.02                              | Situl arheologic de la Tulcea- Str. Surorilor, nr. 16 / ansamblu anonim (Categorie: locuire) (Tip: Așezare)                                 | municipiul Tulcea             | Str. Surorilor, nr. 16, punct Str. Surorilor, nr. 16   |                            |            |                                               | Încărcați imagine | Raportați eroare |
| 159623.10.01                              | Situl arheologic de la Tulcea- Str. Veseliei, nr. 9 / ansamblu anonim (Categorie: locuire) (Tip: Așezare)                                   | municipiul Tulcea             | Str. Veseliei, nr. 9, punct Str. Veseliei, nr. 9       | romană sec. II-III         |            |                                               | Încărcați imagine | Raportați eroare |
| 159623.10.02                              | Situl arheologic de la Tulcea- Str. Veseliei, nr. 9 / ansamblu anonim (Categorie: locuire) (Tip: Locuire)                                   | municipiul Tulcea             | Str. Veseliei, nr. 9, punct Str. Veseliei, nr. 9       | sec. XIX                   |            |                                               | Încărcați imagine | Raportați eroare |
| 160421.10.01                              | Așezarea fortificată de la Telița-Edirlen / ansamblu anonim (Categorie: fortificație) (Tip: așezare fortificată)                            | sat Telița, comuna Frecăței   | Edirlen                                                | getică sec. IV-III a. Chr. |            |                                               | Încărcați imagine | Raportați eroare |
| 122418.01.06 (Cod LMI: TL-I-m-B-05930.02) | Situl arheologic de la Telița - "La Amza" / ansamblu anonim (Categorie: locuire) (Tip: Așezare)                                             | sat Telița, comuna Frecăței   | La Amza                                                |                            |            |                                               | Încărcați imagine | Raportați eroare |
| 160421.01.01 (Cod LMI: TL-I-m-B-05930.03) | Situl arheologic de la Telița - "La Amza" / ansamblu anonim (Categorie: locuire) (Tip: Așezare fortificată)                                 | sat Telița, comuna Frecăței   | La Amza                                                | sec. VIII - VII a. Chr.    |            |                                               | Încărcați imagine | Raportați eroare |
| 160421.01.02 (Cod LMI: TL-I-s-B-05930)    | Situl arheologic de la Telița - "La Amza" / ansamblu anonim (Categorie: locuire) (Tip: Necropolă)                                           | sat Telița, comuna Frecăței   | La Amza                                                | sec. VIII - VII a. Chr.    |            |                                               | Încărcați imagine | Raportați eroare |
| 160421.01.03 (Cod LMI: TL-I-s-B-05930)    | Situl arheologic de la Telița - "La Amza" / ansamblu anonim (Categorie: locuire) (Tip: Așezare rurală)                                      | sat Telița, comuna Frecăței   | La Amza                                                | geto-dacică sec. I - IV    |            |                                               | Încărcați imagine | Raportați eroare |
| 160421.01.04 (Cod LMI: TL-I-m-B-05930.01) | Situl arheologic de la Telița - "La Amza" / ansamblu anonim (Categorie: locuire) (Tip: Așezare)                                             | sat Telița, comuna Frecăței   | La Amza                                                | sec. X - XI                |            |                                               | Încărcați imagine | Raportați eroare |
| 122418.01.05 (Cod LMI: TL-I-s-B-05930)    | Situl arheologic de la Telița - "La Amza" / ansamblu Așezarea rurală de la Negoiești (Categorie: locuire) (Tip: Așezare rurală)             | sat Telița, comuna Frecăței   | La Amza                                                | sec. XIV - XVII            |            |                                               | Încărcați imagine | Raportați eroare |
| 160421.05.01 (Cod LMI: TL-I-s-B-05934)    | Așezarea din epoca romană de la Telița - "Valea Morilor" / complex anonim (Categorie: locuire civilă) (Tip: depozit)                        | sat Telița, comuna Frecăței   | Valea Morilor                                          |                            |            |                                               | Încărcați imagine | Raportați eroare |